# Hero und Leander (Märe)
Hero und Leander ist ein Märe, dessen Verfasser nicht bekannt ist. Es ist zu Beginn des 14. Jahrhunderts entstanden. Sein Verfasser war gebildet und verfügte über Lateinkenntnisse, da er direkt auf Ovid zurückgriff. Der einzige Textzeuge ist Laßbergs Liedersaal-Handschrift.
Das Märe handelt von zwei Liebenden, die durch ein Meer getrennt sind. Aufgrund seiner Sehnsucht stirbt Leander beim Versuch das Meer zu durchschwimmen, worauf sich Hero das Leben nimmt.  

## Inhalt
Leander stammt aus einer vornehmen Familie, denen ein eigenes Reich untertan ist. Hero jedoch lebt im Meer auf einer Insel. Sie bewohnt dort mit ihrer Amme eine kleine Burg. Ihre Eltern sind verstorben. 
Die Sehnsucht nach Hero bringt Leander dazu, sich wiederholt übers Meer zu wagen, um Hero zu besuchen. Eine große Liebe entsteht.
Als jedoch Leander einmal Hero nicht besucht, wird ihr schwer ums Herz und sie schreibt ihm einen Brief. Leander wird ihr Leid bewusst und er antwortet ihr sofort mit einem weiteren Brief. Anschließend macht er sich auf den Weg zu Hero. Von Liebe getrieben fängt er an zu schwimmen, doch als er gerade die Uferregion verlässt, beginnt es zu stürmen. Das Unwetter erschwert ihm das Schwimmen und aufgrund des Regens sieht er Heros Signal nicht. Nach einer Weile ist er erschöpft und fängt verzweifelt an zu beten. Schließlich ertrinkt er. 
Hero, die wenig später die Nachricht vom Tode Leanders erhält, bricht ebenfalls tot zusammen.

## Zum Vergleich
siehe unter Hero und Leander, die klassische Version, ebenfalls auf Basis von Ovid, mit verschiedenen literarischen Gestaltungen. 